# José Álvarez Cubero
José Álvarez de Pereira y Cubero (Priego de Córdoba, 23 de abril de 1768 — Madrid, 26 de novembro de 1827) foi um escultor espanhol de estilo neoclássico, que passou uma grande parte de sua carreira em Paris e Roma.

## Biografia
José Álvarez Cubero, nasceu em Priego de Córdoba, onde seu pai, Domingo Álvarez, era um entalhador de pedras. Fez seus primeiros estudos em Priego. Entre 1791 e 1794, frequentou as academias de Córdova, Granada e Madrid, onde foi admitido na Real Academia de Belas-Artes de São Fernando. Em 21 de julho de 1799 recebeu uma ajuda financeira da Casa Real, para continuar sua formação acadêmica em Paris, onde em 28 de setembro foi matriculado como aluno na École nationale supérieure des Beaux-Arts e, mais tarde, embora a data exata seja desconhecida, fez parte da equipe do estúdio do artista Jacques-Louis David.
Graças à sua relação com o embaixador da Espanha na capital francesa, que era um grande admirador de José Nicolás de Azara, Álvarez Cubero estabeleceu relações com o escultor neoclássico francês Augustin Pajou, em cuja mansão na rua Fromenteau, perto do Museu do Louvre, fixou a sua residência.
Álvarez Cubero se integrou à vida parisiense e participou de vários concursos. Em 1804, esculpiu uma de suas obras-primas, Ganimedes (Academia de São Fernando de Madrid) e se casou com Isabel Bouquel y Wanreggem com quem teve três filhos: José Álvarez Bouquel (Paris, 1805 - Burgos, 1830, escultor), Aníbal  (Roma, 1810 - Madrid, 1870, arquiteto) e Carlota (Roma, 1824 - Madrid, 1843).
A partir de 1805, José Álvarez Cubero mudou-se para Roma, onde fez amizade com o escultor Antonio Canova. Durante os próximos vinte anos em que permaneceu na "Cidade Eterna", Álvarez Cubero foi assistente de Canova e também escultor da corte no exílio do rei Carlos IV de Espanha. Fez dois retratos de corpo inteiro da Madame Récamier por Jacques-Louis David: um de Isabel de Bragança (Museu do Prado) e outro da Duquesa de Ariza (Palácio de Liria de Madrid), este último encomendado por Carlos Miguel Fitz-James, duque de Alba.
Em 1825, começou a sua viagem de volta à Espanha por barco, trajeto que resultou acidentado devido ao naufrágio da embarcação perto de Perpinhã.
Em seus últimos dois anos na Espanha, José Álvarez Cubero continuou com sua arte, produzindo diversas esculturas. Um dos seus trabalhos mais conhecidos é o monumental grupo de mármore A defesa de Zaragoza, que está exposto no átrio do Museu do Prado.

## Galeria

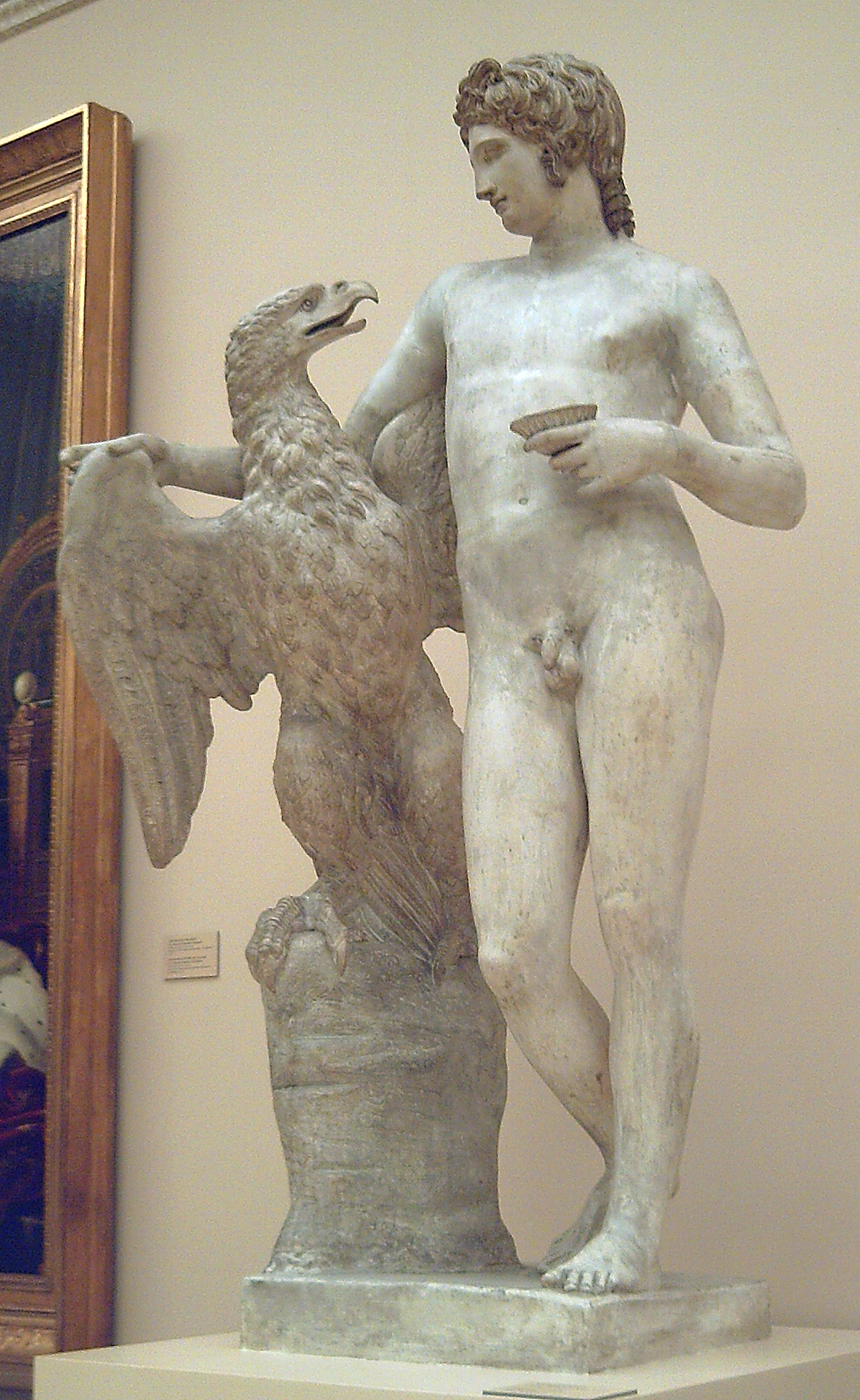
Ganimedes (1804, R.A.B.A.S.F., Madrid).
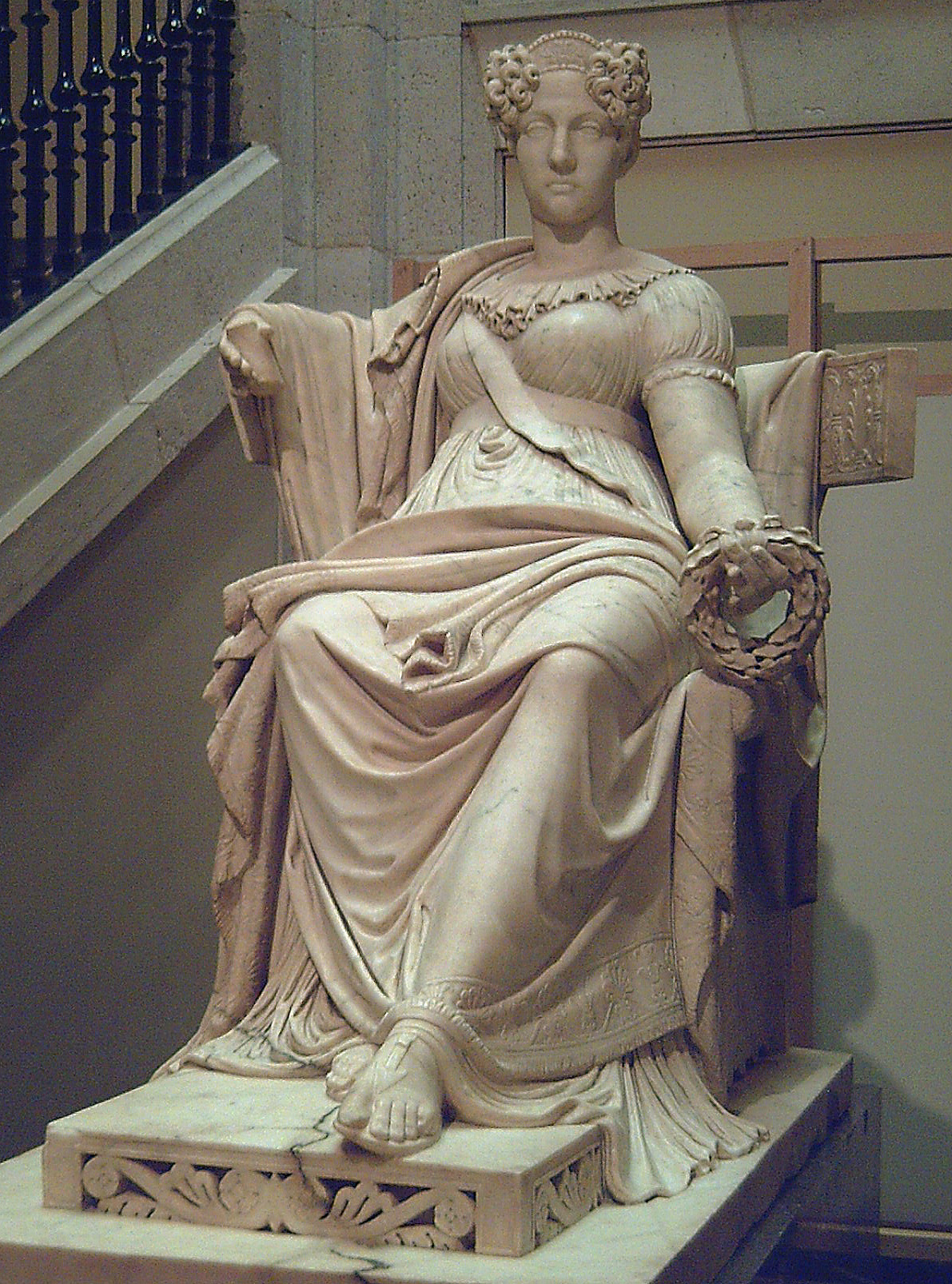
Maria Isabel de Portugal (1797–1818), esculpida em estilo neoclássico. ca. 1826
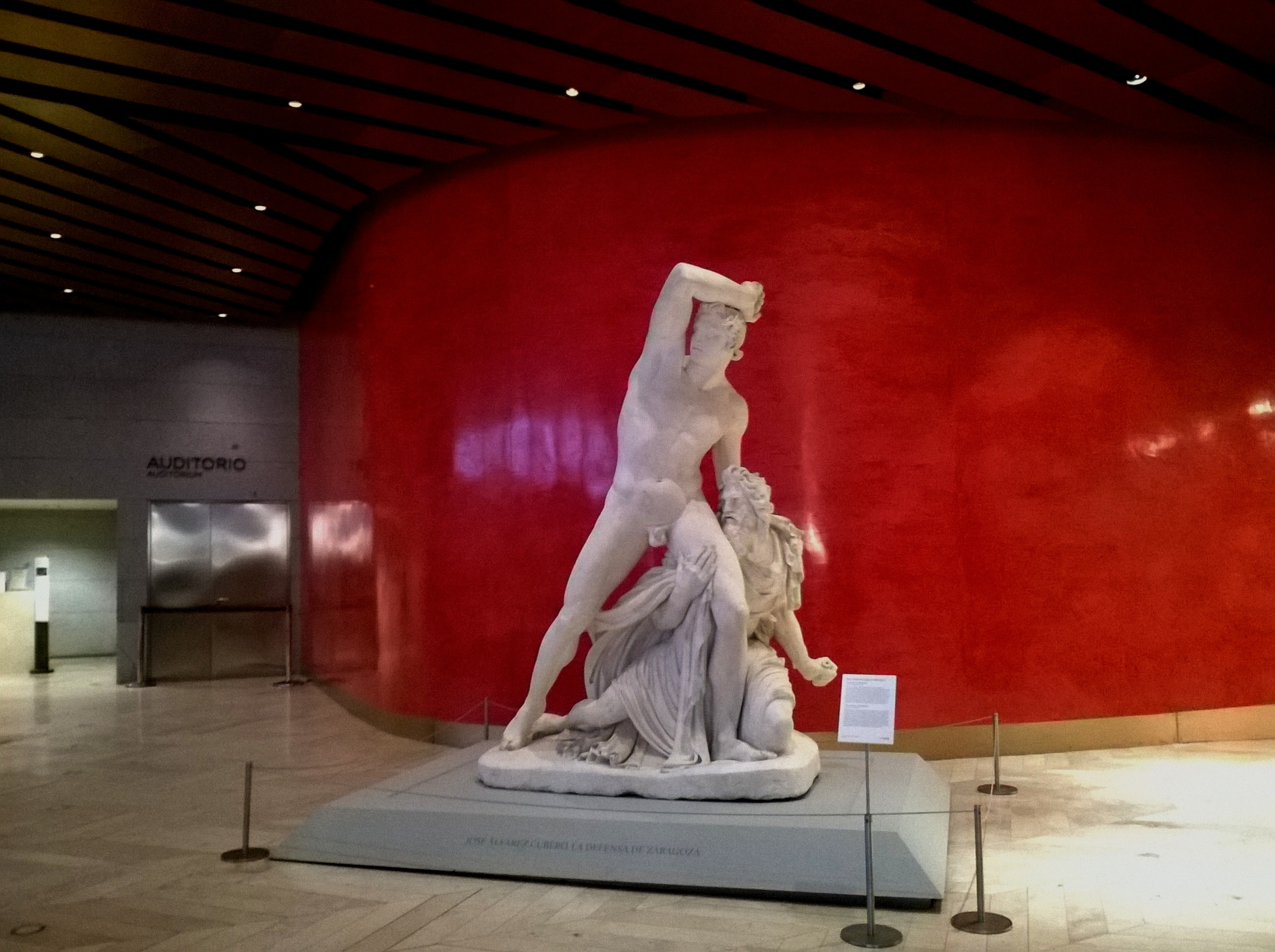
A defesa de Saragoça, 1825